# Bruno Marton (1969)
Bruno Marton (Varedo, 28 settembre 1969) è un politico italiano, dal 13 ottobre 2022 senatore della Repubblica per il Movimento 5 Stelle, dopo esserlo stato dal 15 marzo 2013 al 22 marzo 2018.

## Biografia
Nel 2009 aderisce alla nascita del Movimento 5 Stelle (M5S) di Beppe Grillo e Gianroberto Casaleggio, con cui alle elezioni regionali in Lombardia del 2010 si candida al consiglio regionale, a sostegno della mozione Vito Crimi inserito nel collegio regionale e ottiene 66 preferenze nella circoscrizione di Monza e Brianza, ma non venendo eletto.
Alle elezioni politiche del 2013 viene candidato al Senato della Repubblica, tra le liste del M5S nella circoscrizione Lombardia in settima posizione, risultando eletto senatore. Nella XVII legislatura della Repubblica ha fatto parte della 4ª Commissione Difesa, dov'è stato capogruppo per il Movimento 5 Stelle, della 6ª Commissione Finanze e tesoro e del Comitato parlamentare per la sicurezza della Repubblica (COPASIR), effettuando numerose missioni all'estero, quali: Stati Uniti d'America, Canada, Finlandia, Estonia, Germania, Sudafrica e Belgio, per confrontare come queste nazioni effettuino il controllo sugli organismi di intelligence.
In qualità di membro del COPASIR ha partecipato a incontri con i direttori della agenzie d'intelligence americane (CIA, FBI, NSA, ODNI, DIA) e membri del congresso degli Stati Uniti, dov'è più volte relatore in seno alla relazione semestrale dei Servizi segreti, del bilancio del comparto e su atti del governo riguardanti il l'intelligence.
Si è occupato soprattutto di sicurezza informatica e forze armate, numerosi gli interventi su specifiche attività.
Alle elezioni politiche del 2018 si ricandida al Senato per il M5S sia nel collegio uninominale Lombardia - 07 (Sesto San Giovanni), raccogliendo il 26,76% dei voti e venendo superato dal candidato del centro-destra Paolo Romani (41,13%), che nel collegio plurinominale Lombardia - 04 in quarta posizione, risultando tuttavia non eletto. Successivamente ha fatto parte dello staff di Vito Crimi durante i governi Conte, prima come segretario particolare quando era sottosegretario di Stato alla Presidenza del Consiglio con delega all'informazione e all'editoria e poi come viceministro dell'interno.
Alle elezioni politiche anticipate del 2022 viene ricandidato al Senato, per il Movimento 5 Stelle sia nel collegio uninominale Lombardia - 06 (Monza) che come capolista nel collegio plurinominale Lombardia - 01, nell’uninominale raccoglie il 7,76% dei voti e viene superato dal candidato del centro-destra Silvio Berlusconi (50,26%), mentre nel plurinominale viene rieletto a Palazzo Madama. Nella XIX legislatura è membro della 3ª Commissione Affari esteri e difesa.